# 384 هـ
384 هـ هي سنة في التقويم الهجري امتدت مقابلةً في التقويم الميلادي بين سنتي 994 و995.

## أحداث
- زيري بن عطية يأسس مدينة وجدة لتكون ثغرا للمغرب الأقصى والأوسط وجعلها قاعدة ملكه.

## مواليد
- أبو بكر البيهقي - فقيه شافعي.
- علي بن حزم الأندلسي - فقيه، محدث، فيلسوف وشاعر أندلسي.
- ابن حزم الأندلسي

## وفيات
- أبو الحسن الرماني
- المرزباني
- سُبُكْتِكِيْن - مؤسس الدولة الغزنوية.